# Hydraulslang
Hydraulslang är en flexibel slang som används för överföring av trycksatt vätska, normalt hydraulolja, i hydrauliksystem. 

## Uppbyggnad
Hydraulslangar tillverkas av vulkaniserat gummi som armerats med ett antal lager av stålwireflätningar eller spirallindningar av höghållfast ståltråd i 45o vinkel mot slangens axiella utsträckning för att ge så stor böjningsflexibilitet som möjligt. Maximala trycket för en hydraulslang beror av antalet armeringslager och slangens innerdiameter och finns i tryckklasser upp mot 600 Bar (60 MPa). Normalt används inte högtrycksslang (250-420 bar) i större dimensioner än 1" (25.4mm innerdiameter) eftersom det krävs ett stort antal armeringslager vilket ger för stor ytterdiameter och för stor minsta tillåten böjningsradie för praktisk användning. Ytterhöljet som normalt är tillverkat av specialgummi eller olika typ av plaster, skyddar slangen mot nötning, aggressiva vätskor och nedbrytning genom UV-strålning. Riktvärden för strömningshastigheten för högtrycksslangar för standard hydraulsystem brukar anges till cirka 6- max. 10 m/sek och för returslangar 3-4 m/sek vid normalviskositeten 25-35 cSt för att få rimliga tryckförluster men är i hög grad beroende på applikation och önskade systemegenskaper.

## Applikationsområden
Hydraulslang finns för en rad olika applikationsområden med olika mekaniska och kemiska egenskaper. Den utmärkande egenskapen för hydraulslangen är dock att ge en flexibel förbindning med så liten tillåten böjningsradie och så liten volymändring som möjligt när fasta stålrör inte kan användas. En nackdel med hydraulslang jämfört med stålrör är att slangen ger en radikal minskning av systemets totala tryckmodul, vilket kan bidra till systeminstabilitet och längre svarstider när ett system används för snabba reglerförlopp. Den mjukare slangen kan å andra sidan utnyttjas som 'ackumulator' för att dämpa tryckstötar i hydraulsystemen. 
Utvecklingen på området hydraulslang med ständiga förbättringar av egenskaperna har lett till att hydraulslang idag utgör ett mycket kvalificerat maskinelement och många maskintillverkare av speciellt mobil maskinutrustning använder ofta enbart hydraulslang även mellan fasta maskindelar för att reducera både material- och montagekostnader genom att specialbockade stålrör är relativt dyra i mindre serier, tar längre tid att montera och är betydligt dyrare att hålla som reservdel. Inom industriella applikationer använder man genomgående stålrör där så är möjligt för att så långt det är möjligt minska risken för slangbrott och därmed risken för brand och driftsstörningar i störningskänsliga industriprocesser. Detsamma gäller exempelvis inom sjöfarten där mycket strikta internationella regler finns uppsatta för hur hydraulslang får användas på fartyg som är klassade för en viss typ av användning.